# Domitor
Domitor est l'« association internationale pour le développement de la recherche sur le cinéma des premiers temps » et regroupe des chercheurs internationaux spécialisés dans l'étude du cinéma des débuts jusqu'en 1915.
Fondée en octobre 1985 lors du  festival de cinéma muet à Pordenone en Italie, l'association Domitor est venue institutionnaliser l'intérêt grandissant des chercheurs pour ce corpus à la suite du Congrès de Brighton en 1978. Les cinq fondateurs sont Stephen Bottomore (Grande Bretagne), Paolo Cherchi Usai (Italie), André Gaudreault (Québec), Tom Gunning (États-Unis) et Emmanuelle Toulet (France).
« Domitor » n'est pas un acronyme mais reprend le nom qu'Antoine Lumière, père des frères Auguste et Louis, avait proposé à la place de « Cinématographe ». Ainsi, comme le souligne l'historien du cinéma Georges Sadoul en 1964, avons-nous failli aller « au domitor », plutôt qu'au cinéma.